# 69식 공대공유도탄
AAM-1은 일본 최초로 개발한 단거리 공대공 미사일이다. 미츠비시사에서 개발과 생산을 맡았다.
항공자위대가 장비하고 있던 AIM-9B 사이드와인더가 생산 중단의 움직임이 있었기 때문에 개발되었다. 1961년부터 개발되어 1969년에 도입되었다. 유도방식으로는 적외선 유도 방식을 사용한다. 성능은 AIM 9B와 거의 동등해 실질적으로 카피라고 할 수 있다.
실제로 사이드와인더는 계속 생산되었기 때문에, 거의 활용되지 않았다.